# Oudendijk (Dordrecht)
De Oudendijk is een dijk op het grondgebied van de gemeente Dordrecht, in de Nederlandse provincie Zuid-Holland. De dijk ligt grotendeels binnen de stadsbebouwing.
De dijk werd aangelegd aan de zuidgrens van de in 1603 voltooide polder het Oudeland van Dubbeldam. Dit was de eerste van meerdere polders die het ambacht Dubbeldam weer zouden gaan vormen, nadat dat in 1421 bij de Sint-Elisabethsvloed verloren was gegaan. Al snel volgden er andere polders; de aanleg van de Zuidpolder met de bijbehorende Zuidendijk (1617) maakte de Oudendijk spoedig min of meer overbodig. De Zuidendijk zou op zijn beurt later die eeuw weer afgelost worden door de Zeedijk en de Wieldrechtse Zeedijk; de naam Oudendijk is voor de oudste van de drie zeventiende-eeuwse waterkeringen dus terecht.
Oorspronkelijk begon de Oudendijk, die bijna geheel op Dubbeldams grondgebied lag, daar waar de Brouwersdijk ophield. Dit eerste stuk is echter verloren gegaan bij de aanleg van de buurt Zuidhoven; delen van het traject zijn daar nog goed te zien, vooral in de verhoogde ligging van de Spirea (een van de Zuidhovense straten). Thans begint de Oudendijk ten oosten van de spoorlijn en de Randweg N3. Al dadelijk grenst hij aan de bebouwing van Sterrenburg, om precies te zijn Sterrenburg I. Ook is de Oudendijk zelf hier redelijk dichtbebouwd; men kon hier zeker vroeger (toen er nog geen stadswijken omheen lagen) van een buurtschap spreken. Na ongeveer een kilometer komt hij uit op een drukke vijfsprong; hier begint de bebouwing van de wijk Dubbeldam. De volgende twee kilometer is er steeds aan de noordzijde nieuwbouw (Dubbeldam-Zuid), maar aan de zuidkant meestal niet, uitgezonderd een klein buurtje bij de Middenhoeve. Op de plaats van dit buurtje is de dijk doorbroken ten behoeve van het verkeer. Hierna verlaat de Oudendijk de bebouwde kom. Kort voor zijn einde kruist hij met de Provincialeweg (voorheen Reeweg), waar hij langs De Hoven loopt, om tot slot op de Noordendijk uit te komen.
Aan de Oudendijk staat één gemeentelijk monument: bij de genoemde vijfsprong bevindt zich de rooms-katholieke Emmanuelkerk uit 1913.